# Isabel Mundry
Isabel Mundry, née le 20 avril 1963 à Schlüchtern, est une compositrice allemande.

## Biographie
Isabel Mundry nait à Schlüchtern le 20 avril 1963. Elle grandit à Berlin Ouest. Elle étudie la composition à l'université des arts de Berlin de 1983 à 1991 avec pour professeurs entre autres Frank Michael Beyer (de) et Gösta Neuwirth, et la musique électronique, la musicologie et l'histoire dans la même ville à la Technische Hochschule (de).
Elle enseigne à l'université des arts de Berlin puis elle se perfectionne de 1991 à 1994 à Francfort avec Hans Zender,. Elle obtient une bourse de la Cité des Arts et elle participe de 1992 à 1994 au Cursus de composition et d’informatique musicale de l'IRCAM à Paris,. En plus de ses activités d'enseignement à Berlin, elle a occupé des postes d'enseignante à Zürich et à l'École supérieure de musique et d'art dramatique de Francfort-sur-le-Main (de). De 1994 à 1996 elle travaille à Vienne.
En 1996, elle est nommée professeur de théorie musicale à la Frankfurt Musikhochschule,.
Elle est professeur à la Hochschule der Künste de Zurich depuis 2004, ainsi qu’à la Hochschule für Musik und Theater de Munich depuis 2011.
Isabel Mundry a été la première compositrice résidente de la Staatskapelle de Dresde. Elle a précédemment occupé un poste similaire au Festival de Tong Yong, au Festival de Lucerne et au Théâtre national de Mannheim.
Les compositions de Mundry se caractérisent par un langage musical très individualisé, plein de variantes et de nuances : « Elle ne se répète presque jamais ; à chaque fois, les sons et les séquences de sons s'articulent différemment. » Les œuvres d'Isabel Mundry sont en 2021 publiée par Breitkopf & Härtel.
Elle a été l'une des dix meilleures compositrices de l'Internationalen Ferienkurse für Neue Musik entre 1946 et 2014.

## Prix
- 1992 : Prix Boris Blacher de composition de l'université des arts de Berlin et de la Hochschule für Musik "Hanns Eisler"[2]
- 1994 : Prix de composition Busoni (de) de l' Académie des Arts de Berlin[2]
- 1996 : Prix Kranichstein (de) du Festival de Darmstadt[2]
- 1996 : Prix Schneider-Schott (de)avec Moritz Eggert[2]
- 2001 : Prix de la Fondation Ernst von Siemens[2]
- 2012 : Prix Zender[8] avec Martin Zenck (de)[9]

## Œuvres
- 11 Linien pour quatuor à cordes (1991)
- Le Silence – Tystnaden (1993)
- Quatuor à cordes no one (1994–5)
- Gezeiten (1995)
- Words (1995–7)
- Le voyage (1996)
- Gesichter (1997)
- Flugsand (1990)[1]